# Spiers-Nunatak
Der Spiers-Nunatak ist ein isolierter Nunatak im westantarktischen Marie-Byrd-Land. In der Wisconsin Range der Horlick Mountains ragt er 11 km westnordwestlich des Mount Brecher an der Nordflanke des Quonset-Gletschers auf.
Der United States Geological Survey kartierte ihn anhand eigener Vermessungen und mithilfe von Luftaufnahmen der United States Navy aus den Jahren zwischen 1960 und 1964. Das Advisory Committee on Antarctic Names benannte ihn 1967 nach Raymond Reid Robert Spiers (* 1927), Koch der Fliegereinheit der US Navy auf der McMurdo-Station im Jahr 1956, der zwischen 1956 und 1957 am Bau der Amundsen-Scott-Südpolstation beteiligt war und 1959 zur Besetzung auf der Byrd-Station gehört hatte.